# Olympische Jugend-Sommerspiele 2018/Teilnehmer (Osttimor)
| Gelbes Symbol für Goldmedaillen mit stilisierten Olympischen Ringen | Graues Symbol für Silbermedaillen mit stilisierten Olympischen Ringen | Braundes Symbol für Bronzemedaillen mit stilisierten Olympischen Ringen |
| ------------------------------------------------------------------- | --------------------------------------------------------------------- | ----------------------------------------------------------------------- |
| —                                                                   | —                                                                     | —                                                                       |

Die osttimoresische Jugend-Olympiamannschaft bestand aus zwei Athleten für die III. Olympischen Jugend-Sommerspiele vom 6. bis 18. Oktober in Buenos Aires (Argentinien). Sie konnten keine Medaillen erringen.

## Teilnehmer nach Sportart

### Leichtathletik
Laufen und Gehen
| Athleten       | Wettbewerb           | 1. Durchgang | 1. Durchgang | 2. Durchgang | 2. Durchgang | Gesamt | Gesamt | Rang |
| Athleten       | Wettbewerb           | Zeit         | Rang         | Zeit         | Rang         | Zeit   | Rang   | Rang |
| -------------- | -------------------- | ------------ | ------------ | ------------ | ------------ | ------ | ------ | ---- |
| Jungen         |                      |              |              |              |              |        |        |      |
| Manuel Ataide  | 1500 m mit Crosslauf | 4:13,41 min  | 7            | DNS          | DNS          | –      | –      | –    |
| Mädchen        |                      |              |              |              |              |        |        |      |
| Angela Freitas | 3000 m mit Crosslauf | 10:00,36     | 13           | DNS          | DNS          | –      | –      | –    |